# Presidente do Conselho Supremo da Transnístria
Presidente do Conselho Supremo da República Moldava Pridnestroviana (em romeno:  Prezidentul al Sovietului Suprem al Republicii Moldovenești Nistrene, em círilico moldavo: Президентул ал Советулуй Супрем ал Републичий Молдовенешть Нистрене; em russo:  Председатель Верховного Совета Приднестровской Молдавской Республики; em ucraniano:  Голова Верховної Ради Придністровської Молдавської Республіки) é um dos cargos estatais da República Moldava Pridnestroviana. Ocupa o 3º lugar na lista de antiguidade protocolar na realização de eventos oficiais na RMP.
O ocupante do cargo, nos termos do artigo 61.º da Constituição da RMP e do Regulamento do Conselho Supremo, é eleito na primeira reunião plenária (salvo decisão em contrário) por voto secreto de entre os deputados do Conselho Supremo que concordaram em concorrer a esta posição. O Conselho Supremo pode decidir realizar uma votação aberta.
Os poderes e deveres do Presidente do Conselho Supremo estão definidos no artigo 14.º do Regulamento do Conselho Supremo, o dever principal é conduzir as reuniões da câmara.
O atual presidente Alexandre Korshunov foi eleito em 6 de fevereiro de 2019, reeleito em 8 de dezembro de 2020.

## Lista de Presidentes
- Igor Smirnov (novembro de 1990);
- Vladimir Gonchar (novembro de 1990 - janeiro de 1991; interino);
- Grigore Mărăcută (1991 - 2005);
- Yevgeny Shevchuk (2005 - 2009);
- Anatoly Kaminski (2009 - 2012);
- Mikhail Burla (13 de junho de 2012 - 23 de dezembro 2015);
- Vadim Krasnoselsky (23 de dezembro de 2015 - 14 de dezembro de 2016);
- Alexander Shcherba (14 de dezembro de 2016 - 2019);
- Alexandre Korshunov (6 de fevereiro de 2019 - presente);